# 上海市虹口区江湾医院
上海市虹口區江灣醫院簡稱江灣醫院、上海市江湾医院，是位於中國上海市虹口區的一家醫院，原本是二级甲等综合医院，之後轉型成三级康复专科医院。起初醫院由第二军医大学管理，1985年劃歸虹口区當局管理。

## 歷史
1922年，蔡香荪、朱子云、王汉礼、徐可陞等人创设江湾医院，起初只是每年夏季在江灣鎮武圣殿的空地临时擺攤三个月，連自己的建築都沒有。之後又給醫院建造一幢建築，不過依然只有夏季三个月開業。1932年一二八事件后，各界又為江湾医院重建新屋。1933年10月，上海市卫生局接管江湾医院並更名江湾区卫生事务所。後來又改回江湾医院舊名。

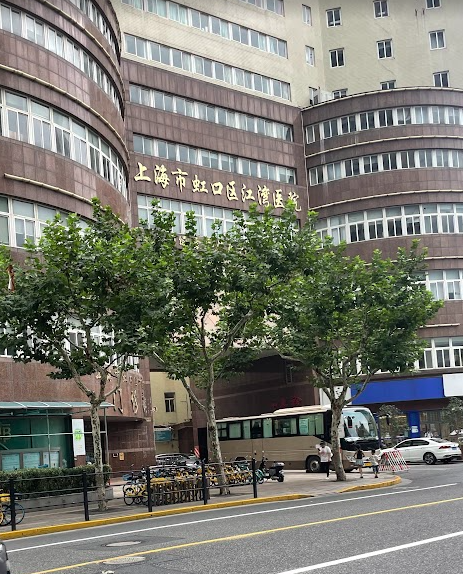
曾搬遷至四川北路1878号的上海市虹口区江湾医院舊址

1953年9月，新的江湾医院在逸仙路、场中路路口（场中路22号）建成。2020年9月為配合虹口区北部公共卫生中心建设，醫院暫時搬迁至四川北路1878号。2025年4月四川北路1878号临时院址门诊、急诊相继停诊并开始搬迁回原址重建后的虹口区场中路22号，2025年5月6日虹口区场中路22号开放门诊、急诊、住院服务。